# Copa Venezuela 2012
La Copa Venezuela 2012 es la 39.ª edición del clásico torneo de copa entre clubes de Venezuela y en el cual participan clubes de la 1.ª División y 2.ª División. El torneo es dirigido por la Federación Venezolana de Fútbol.
En esta competencia es obligatoria la alineación de jugadores nacidos en los años 91-92, y su sustitución será libre una vez comenzado el partido; entretanto, los jugadores de los años 93-94 sólo podrán suplidos por jugadores de su misma edad. También el cupo de extranjeros por equipo será de 4 jugadores
La Copa Venezuela concede el primer cupo a la Copa Sudamericana 2013, de acuerdo con las bases de competencia establecidas por la Federación Venezolana de Fútbol.
Al igual que en la edición anterior, el campeón Mineros de Guayana y el campeón nacional Deportivo Lara, están clasificados a la segunda ronda del torneo y no disputarán la primera ronda, por lo que la primera ronda contará con 28 equipos y 14 emparejamientos.

## Distribución
|                                            | Equipos que entran en esta fase |
| ------------------------------------------ | --- |
| Primera fase de clasificación (28 equipos) | - 16 equipos de Primera División - 12 equipos de Segunda División |
| Segunda fase (16 equipos)                  | - El defensor del título, Mineros de Guayana, accede a la segunda fase por ser el defensor del título. - El ganador de la Primera División Venezolana 2011/12, Deportivo Lara, accede a la segunda fase por ser el campeón nacional. - 14 equipos de la primera fase, ganadores de sus respectivas llaves. |

## Equipos
| Primera fase                | Primera fase                 | Primera fase                  | Primera fase               |
| --------------------------- | ---------------------------- | ----------------------------- | -------------------------- |
| Angostura FC (2°)           | Aragua FC (1°)               | Arroceros de Calabozo FC (2°) | Atlético El Vigía (1°)     |
| Atlético Miranda (2°)       | Atlético Venezuela (1°)      | Carabobo FC (2°)              | Caracas FC (1°)            |
| Deportivo Anzoátegui (1°)   | Deportivo Metropolitano (2°) | Deportivo Petare (1°)         | Deportivo San Antonio (2°) |
| Deportivo Táchira (1°)      | Estrella Roja FC (2°)        | Estudiantes de Mérida (1°)    | SC Guaraní (2°)            |
| Llaneros de Guanare FC (1°) | Lotería del Táchira FC (2°)  | Monagas SC (1°)               | Portuguesa FC (1°)         |
| Real Esppor (1°)            | Trujillanos FC (1°)          | Tucanes de Amazonas (2°)      | UCV FC (2°)                |
| Ureña SC (2°)               | Yaracuyanos FC (1°)          | Zamora FC (1°)                | Zulia FC (1°)              |
| Segunda fase                |                              |                               |                            |
| Deportivo Lara (1°)         | Mineros de Guayana (1°)      |                               |                            |

## Desarrollo

### Primera fase
La primera fase se jugara a partidos de ida y vuelta, con la participación de veintiocho conjuntos emparejados en catorce llaves, enfrentándose equipos de la Segunda División de Venezuela y equipos de la Primera División de Venezuela.
| Fecha           | Equipo local ida        | Clasifica como | Equipo visitante ida  | Ida | Vuelta | Resultado   |
| --------------- | ----------------------- | -------------- | --------------------- | --- | ------ | ----------- |
| 29-ago y 12-sep | Arroceros de Calabozo   | Ganador 2      | Atlético Venezuela    | 1:3 | 0:6    | 1:9         |
| 30-ago y 12-sep | Estrella Roja           | Ganador 3      | Deportivo Anzoátegui  | 3:1 | 0:2    | 3:3 (v)     |
| 29-ago y 11-sep | Deportivo Metropolitano | Ganador 4      | Real Esppor           | 0:1 | 1:1    | 1:2         |
| 29-ago y 12-sep | Angostura               | Ganador 5      | Monagas               | 2:0 | 0:1    | 2:1         |
| 29-ago y 12-sep | Universidad Central     | Ganador 6      | Aragua                | 1:0 | 0:5    | 1:5         |
| 29-ago y 12-sep | Tucanes                 | Ganador 7      | Deportivo Petare      | 1:0 | 0:1    | 1:1 (3—4 p) |
| 29-ago y 5-sep  | Atlético Miranda        | Ganador 8      | Caracas               | 4:2 | 2:5    | 6:7         |
| 29-ago y 12-sep | Llaneros de Guanare     | Ganador 10     | Zamora                | 0:2 | 0:1    | 0:3         |
| 29-ago y 12-sep | Deportivo San Antonio   | Ganador 11     | Deportivo Táchira     | 0:0 | 1:3    | 1:3         |
| 29-ago y 12-sep | Lotería del Táchira     | Ganador 12     | Atlético El Vigía     | 0:0 | 1:5    | 1:5         |
| 30-ago y 12-sep | Guaraní                 | Ganador 13     | Portuguesa            | 1:0 | 0:1    | 1:1 (4—2 p) |
| 29-ago y 12-sep | Trujillanos             | Ganador 14     | Zulia                 | 2:2 | 1:0    | 3:2         |
| 29-ago y 12-sep | Carabobo                | Ganador 15     | Yaracuyanos           | 2:2 | 0:1    | 2:3         |
| 29-ago y 12-sep | Ureña                   | Ganador 16     | Estudiantes de Mérida | 0:0 | 0:0    | 0:0 (2—4 p) |

- Por ser el campeón defensor y el campeón nacional, Mineros de Guayana y Deportivo Lara clasifican automáticamente a segunda fase como Ganador 1 y Ganador 9 respectivamente.

### Segunda fase
|  | Octavos de final                    | Octavos de final                    | Octavos de final                    |                      |   | Cuartos de final       | Cuartos de final       | Cuartos de final       |  |  | Semifinales                        | Semifinales                        | Semifinales                        |  |  | Final                | Final                | Final                |
|  | 26 septiembre, 3, 9 y 10 de octubre | 26 septiembre, 3, 9 y 10 de octubre | 26 septiembre, 3, 9 y 10 de octubre |                      |   | 17, 24 y 25 de octubre | 17, 24 y 25 de octubre | 17, 24 y 25 de octubre |  |  | 31 de octubre, 7 y 14 de noviembre | 31 de octubre, 7 y 14 de noviembre | 31 de octubre, 7 y 14 de noviembre |  |  | 21 y 28 de noviembre | 21 y 28 de noviembre | 21 y 28 de noviembre |
|  |                                     |                                     |                                     |                      |   |                        |                        |                        |  |  |                                    |                                    |                                    |  |  |                      |                      |                      |
|  |                                     |                                     |                                     |                      |   |                        |                        |                        |  |  |                                    |                                    |                                    |  |  |                      |                      |                      |
|  |                                     |                                     |                                     |                      |   |                        |                        |                        |  |  |                                    |                                    |                                    |  |  |                      |                      |                      |
|  | Zamora                              | 1                                   | 3                                   |                      |   |                        |                        |                        |  |  |                                    |                                    |                                    |  |  |                      |                      |                      |
|  | Zamora                              | 1                                   | 3                                   |                      |   |                        |                        |                        |  |  |                                    |                                    |                                    |  |  |                      |                      |                      |
|  | Yaracuyanos                         | 1                                   | 1                                   |                      |   |                        |                        |                        |  |  |                                    |                                    |                                    |  |  |                      |                      |                      |
|  | Yaracuyanos                         | 1                                   | 1                                   | Zamora               | 2 | 2                      |                        |                        |  |  |                                    |                                    |                                    |  |  |                      |                      |                      |
|  |                                     |                                     |                                     |                      | 2 | 2                      |                        |                        |  |  |                                    |                                    |                                    |  |  |                      |                      |                      |
|  |                                     | Trujillanos                         | 1                                   | 1                    |   |                        |                        |                        |  |  |                                    |                                    |                                    |  |  |                      |                      |                      |
|  | Deportivo Táchira                   | Trujillanos                         | 1                                   | 1                    | 0 | 1                      |                        |                        |  |  |                                    |                                    |                                    |  |  |                      |                      |                      |
|  | Deportivo Táchira                   |                                     |                                     |                      | 0 | 1                      |                        |                        |  |  |                                    |                                    |                                    |  |  |                      |                      |                      |
|  | Trujillanos (v)                     | 0                                   | 1                                   |                      |   |                        |                        |                        |  |  |                                    |                                    |                                    |  |  |                      |                      |                      |
|  | Trujillanos (v)                     | 0                                   | 1                                   | Zamora               | 2 | 0                      |                        |                        |  |  |                                    |                                    |                                    |  |  |                      |                      |                      |
|  |                                     |                                     |                                     |                      | 2 | 0                      |                        |                        |  |  |                                    |                                    |                                    |  |  |                      |                      |                      |
|  |                                     | Estudiantes                         | 3                                   | 1                    |   |                        |                        |                        |  |  |                                    |                                    |                                    |  |  |                      |                      |                      |
|  | Atlético El Vigía                   | Estudiantes                         | 3                                   | 1                    | 1 | 1                      |                        |                        |  |  |                                    |                                    |                                    |  |  |                      |                      |                      |
|  | Atlético El Vigía                   |                                     |                                     |                      | 1 | 1                      |                        |                        |  |  |                                    |                                    |                                    |  |  |                      |                      |                      |
|  | Guaraní (v)                         | 0                                   | 2                                   |                      |   |                        |                        |                        |  |  |                                    |                                    |                                    |  |  |                      |                      |                      |
|  | Guaraní (v)                         | 0                                   | 2                                   | Guaraní              | 0 | 2                      |                        |                        |  |  |                                    |                                    |                                    |  |  |                      |                      |                      |
|  |                                     |                                     |                                     |                      | 0 | 2                      |                        |                        |  |  |                                    |                                    |                                    |  |  |                      |                      |                      |
|  |                                     | Estudiantes                         | 1                                   | 4                    |   |                        |                        |                        |  |  |                                    |                                    |                                    |  |  |                      |                      |                      |
|  | Estudiantes                         | Estudiantes                         | 1                                   | 4                    | 2 | 5                      |                        |                        |  |  |                                    |                                    |                                    |  |  |                      |                      |                      |
|  | Estudiantes                         |                                     |                                     |                      | 2 | 5                      |                        |                        |  |  |                                    |                                    |                                    |  |  |                      |                      |                      |
|  | Deportivo Lara                      | 1                                   | 2                                   |                      |   |                        |                        |                        |  |  |                                    |                                    |                                    |  |  |                      |                      |                      |
|  | Deportivo Lara                      | 1                                   | 2                                   | Estudiantes          | 1 | 0                      |                        |                        |  |  |                                    |                                    |                                    |  |  |                      |                      |                      |
|  |                                     |                                     |                                     |                      | 1 | 0                      |                        |                        |  |  |                                    |                                    |                                    |  |  |                      |                      |                      |
|  |                                     | Deportivo Anzoátegui                | 1                                   | 1                    |   |                        |                        |                        |  |  |                                    |                                    |                                    |  |  |                      |                      |                      |
|  | Atlético Venezuela                  | Deportivo Anzoátegui                | 1                                   | 1                    | 2 | 2                      |                        |                        |  |  |                                    |                                    |                                    |  |  |                      |                      |                      |
|  | Atlético Venezuela                  |                                     |                                     |                      | 2 | 2                      |                        |                        |  |  |                                    |                                    |                                    |  |  |                      |                      |                      |
|  | Deportivo Petare                    | 1                                   | 0                                   |                      |   |                        |                        |                        |  |  |                                    |                                    |                                    |  |  |                      |                      |                      |
|  | Deportivo Petare                    | 1                                   | 0                                   | Atlético Venezuela   | 1 | 1                      |                        |                        |  |  |                                    |                                    |                                    |  |  |                      |                      |                      |
|  |                                     |                                     |                                     |                      | 1 | 1                      |                        |                        |  |  |                                    |                                    |                                    |  |  |                      |                      |                      |
|  |                                     | Deportivo Anzoátegui                | 3                                   | 0                    |   |                        |                        |                        |  |  |                                    |                                    |                                    |  |  |                      |                      |                      |
|  | Dep. Anzoátegui (p)                 | Deportivo Anzoátegui                | 3                                   | 0                    | 2 | 2                      |                        |                        |  |  |                                    |                                    |                                    |  |  |                      |                      |                      |
|  | Dep. Anzoátegui (p)                 |                                     |                                     |                      | 2 | 2                      |                        |                        |  |  |                                    |                                    |                                    |  |  |                      |                      |                      |
|  | Aragua                              | 2                                   | 2                                   |                      |   |                        |                        |                        |  |  |                                    |                                    |                                    |  |  |                      |                      |                      |
|  | Aragua                              | 2                                   | 2                                   | Deportivo Anzoátegui | 0 | 3                      |                        |                        |  |  |                                    |                                    |                                    |  |  |                      |                      |                      |
|  |                                     |                                     |                                     |                      | 0 | 3                      |                        |                        |  |  |                                    |                                    |                                    |  |  |                      |                      |                      |
|  |                                     | Real Esppor                         | 0                                   | 1                    |   |                        |                        |                        |  |  |                                    |                                    |                                    |  |  |                      |                      |                      |
|  | Real Esppor                         | Real Esppor                         | 0                                   | 1                    | 3 | 6                      |                        |                        |  |  |                                    |                                    |                                    |  |  |                      |                      |                      |
|  | Real Esppor                         |                                     |                                     |                      | 3 | 6                      |                        |                        |  |  |                                    |                                    |                                    |  |  |                      |                      |                      |
|  | Angostura                           | 1                                   | 0                                   |                      |   |                        |                        |                        |  |  |                                    |                                    |                                    |  |  |                      |                      |                      |
|  | Angostura                           | 1                                   | 0                                   | Real Esppor (p)      | 1 | 0                      |                        |                        |  |  |                                    |                                    |                                    |  |  |                      |                      |                      |
|  |                                     |                                     |                                     |                      | 1 | 0                      |                        |                        |  |  |                                    |                                    |                                    |  |  |                      |                      |                      |
|  |                                     | Caracas                             | 0                                   | 1                    |   |                        |                        |                        |  |  |                                    |                                    |                                    |  |  |                      |                      |                      |
|  | Caracas (p)                         | Caracas                             | 0                                   | 1                    | 0 | 0                      |                        |                        |  |  |                                    |                                    |                                    |  |  |                      |                      |                      |
|  | Caracas (p)                         |                                     |                                     |                      | 0 | 0                      |                        |                        |  |  |                                    |                                    |                                    |  |  |                      |                      |                      |
|  | Mineros de Guayana                  | 0                                   | 0                                   |                      |   |                        |                        |                        |  |  |                                    |                                    |                                    |  |  |                      |                      |                      |

- Nota: En cada llave, el equipo ubicado en la primera línea es el que ejerce la localía en el partido de vuelta.

### Octavos de final

#### Yaracuyanos F.C.-Zamora F.C.
| 26 de septiembre de 2012 | Yaracuyanos F.C.     | 1:1 (0:0) | Zamora F.C.        | Estadio Florentino Oropeza, Yaracuy                    |                                                        |
|                          | Eliecer Quiñones 59' | Reporte   | 85' Gabriel Torres | Asistencia: 2.430 espectadores Árbitro(s): Tomás Salón | Asistencia: 2.430 espectadores Árbitro(s): Tomás Salón |

| 3 de octubre de 2012 | Zamora F.C.                                                   | 3:1 (0:1) (Global 4:2) | Yaracuyanos F.C. | Estadio Agustín Tovar, Barinas                          |                                                         |
|                      | Gabriel Torres 53' · Ynmer González 68' · Pedro Ramírez 90+3' | Reporte                | 20' José Mera    | Asistencia: 4.077 espectadores Árbitro(s): Luis Márquez | Asistencia: 4.077 espectadores Árbitro(s): Luis Márquez |

#### Trujillanos F.C.-Deportivo Táchira
| 26 de septiembre de 2012 | Trujillanos F.C. | 0:0     | Deportivo Táchira | Estadio José Alberto Pérez, Valera                       |                                                          |
|                          |                  | Reporte |                   | Asistencia: 12.767 espectadores Árbitro(s): Rafael López | Asistencia: 12.767 espectadores Árbitro(s): Rafael López |

| 3 de octubre de 2012 | Deportivo Táchira | 1:1 (0:1) (Global 1:1) | Trujillanos F.C. | Polideportivo de Pueblo Nuevo, Táchira               |                                                      |
|                      | José Vizcarra 80' | Reporte                | 15' John Córdoba | Asistencia: 5.725 espectadores Árbitro(s): Juan Soto | Asistencia: 5.725 espectadores Árbitro(s): Juan Soto |

#### S.C. Guaraní-Atlético El Vigía
| 26 de septiembre de 2012 | S.C. Guaraní | 0:1 (0:0) | Atlético El Vigía          | Polideportivo Misael Delgado, Carabobo                     |                                                            |
|                          |              | Reporte   | 90+3' Norman Cabrera 90+3' | Asistencia: 182 espectadores Árbitro(s): Alejandro Ramírez | Asistencia: 182 espectadores Árbitro(s): Alejandro Ramírez |

| 3 de octubre de 2012 | Atlético El Vigía  | 1:2 (1:2) (Global 2:2) | S.C. Guaraní                           | Estadio Ramón Hernández, El Vigía                     |                                                       |
|                      | Jonathan Parra 39' | Reporte                | 22' José Sasiain · 42' Marcos Bustillo | Asistencia: 543 espectadores Árbitro(s): Edson Suárez | Asistencia: 543 espectadores Árbitro(s): Edson Suárez |

#### Deportivo Lara-Estudiantes de Mérida
| 26 de septiembre de 2012 | Deportivo Lara        | 1:2 (1:1) | Estudiantes de Mérida                  | Estadio Metropolitano de Cabudare, Cabudare               |                                                           |
|                          | Miguel Mea Vitali 31' | Reporte   | 25' José Márquez · 77' Cristián Flores | Asistencia: 1.807 espectadores Árbitro(s): Alexis Herrera | Asistencia: 1.807 espectadores Árbitro(s): Alexis Herrera |

| 3 de octubre de 2012 | Estudiantes de Mérida                              | 5:2 (1:0) (Global 7:3) | Deportivo Lara                             | Estadio Metropolitano de Mérida, Mérida                      |                                                              |
|                      | Pierre Pluchino 13' 48' 77' · José Márquez 65' 80' | Reporte                | 58' Edgar Pérez Greco · 66' Elvis Martínez | Asistencia: 2.551 espectadores Árbitro(s): Alejandro Ramírez | Asistencia: 2.551 espectadores Árbitro(s): Alejandro Ramírez |

#### Deportivo Petare-Atlético Venezuela
| 26 de septiembre de 2012 | Deportivo Petare   | 1:2 (1:2) | Atlético Venezuela        | Olímpico de la UCV, Caracas                            |                                                        |
|                          | Javier González 5' | Reporte   | 37' 39' Juan José Morales | Asistencia: 325 espectadores Árbitro(s): José Marquina | Asistencia: 325 espectadores Árbitro(s): José Marquina |

| 10 de octubre de 2012 | Atlético Venezuela                      | 2:0 (1:0) (Global 4:1) | Deportivo Petare | Estadio Brígido Iriarte, Caracas                        |                                                         |
|                       | Leandro Esquerra 39' · Héctor Pérez 48' | Reporte                |                  | Asistencia: 460 espectadores Árbitro(s): Alexis Herrera | Asistencia: 460 espectadores Árbitro(s): Alexis Herrera |

#### Aragua F.C.-Deportivo Anzoátegui
| 26 de septiembre de 2012 | Aragua F.C.                                  | 2:2 (1:1) | Deportivo Anzoátegui                         | Estadio Hermanos Ghersi, Maracay                         |                                                          |
|                          | César Iván González 9' · Pablo Camacho 90+3' | Reporte   | 37' Jeremías Caggiano · 75' Francisco Flores | Asistencia: 1.334 espectadores Árbitro(s): Ángel Arteaga | Asistencia: 1.334 espectadores Árbitro(s): Ángel Arteaga |

| 3 de octubre de 2012 | Deportivo Anzoátegui                    | 2:2 (1:1) (6:5 p.)(Global 4:4) | Aragua F.C. | José Antonio Anzoátegui, Puerto La Cruz                 |                                                         |
|                      | Robert Hernández 32' · Gelmin Rivas 53' |                                | 14' Armando Maita · 49' John Palacios                                                                                     | Asistencia: 1.323 espectadores Árbitro(s): Héctor Rojas | Asistencia: 1.323 espectadores Árbitro(s): Héctor Rojas |
|                      |                                         | Tiros desde el punto penal     | |                                                         |                                                         |
|                      | · Jhonny González ·                     |                                | Guillermo Banquez · Orlando Peraza · Alexander Rondón · Jesús Lugo · Javier Villafraz · Alfredo Bordón · Jean Carlos Issa |                                                         |                                                         |

#### Angostura F.C.-Real Esppor
| 26 de septiembre de 2012 | Angostura F.C.   | 1:3 (0:1) | Real Esppor                                              | Estadio Ricardo Tulio Maya, Ciudad Bolívar          |                                                     |
|                          | Ángel Chacón 83' | Reporte   | 38' Javier Guarino · 50' Ángel Chacón · 56' Luiryi Erazo | Asistencia: 305 espectadores Árbitro(s): Paul Riera | Asistencia: 305 espectadores Árbitro(s): Paul Riera |

| 11 de octubre de 2012 | Real Esppor                                                                                                   | 6:0 (3:0) (Global 9:1) | Angostura | Estadio Brígido Iriarte, Caracas                      |                                                       |
|                       | Javier Guarino 15' · César González 32', 35' · Keiber Blanco 51' · José Luis Granados 71' · Ángel Chourio 87' | Reporte                |           | Asistencia: 189 espectadores Árbitro(s): Rafael López | Asistencia: 189 espectadores Árbitro(s): Rafael López |

#### Mineros de Guayana-Caracas F.C.
| 26 de septiembre de 2012 | Mineros de Guayana | 0:0     | Caracas F.C. | Estadio Cachamay, Ciudad Guayana                         |                                                          |
|                          |                    | Reporte |              | Asistencia: 12.819 espectadores Árbitro(s): Luis Márquez | Asistencia: 12.819 espectadores Árbitro(s): Luis Márquez |

| 3 de octubre de 2012 | Caracas F.C.                                                              | 0:0 (4:3 p.)(Global 0:0)   | Mineros de Guayana                                                             | Olímpico de la UCV, Caracas                            |  |
|                      |                                                                           |                            |                                                                                | Asistencia: 7.058 espectadores Árbitro(s): José Argote |  |
|                      |                                                                           | Tiros desde el punto penal |                                                                                |                                                        |  |
|                      | Edgar Jiménez · Rino Lucas · Jesús Meza · Rohel Briceño · Franklin Lucena |                            | Jorge Rojas · Giancarlo Maldonado · Diomar Díaz · Luis Vallenilla · Dixon Díaz |                                                        |  |

### Cuartos de final

#### Trujillanos F.C.-Zamora F.C.
| 17 de octubre de 2012 | Trujillanos F.C. | 1:2 (0:2) | Zamora F.C.                         | Estadio José Alberto Pérez, Valera                      |                                                         |
|                       | John Córdoba 71' | Reporte   | 15' Edson Mendoza · 19' Juan Falcón | Asistencia: 3.697 espectadores Árbitro(s): Héctor Rojas | Asistencia: 3.697 espectadores Árbitro(s): Héctor Rojas |

| 24 de octubre de 2012 | Zamora F.C.                           | 2:1 (0:0) (Global 4:2) | Trujillanos F.C. | Estadio Agustín Tovar, Barinas                          |                                                         |
|                       | Pedro Ramírez 70' · Moisés Galezo 78' | Reporte                | 47' John Córdoba | Asistencia: 4.523 espectadores Árbitro(s): Rafael López | Asistencia: 4.523 espectadores Árbitro(s): Rafael López |

#### S.C. Guaraní-Estudiantes de Mérida
| 17 de octubre de 2012 | S.C. Guaraní | 0:1 (0:1) | Estudiantes de Mérida | Estadio Giuseppe Antonelli, Maracay                       |                                                           |
| |              | Reporte   | 34' Nicolás Núñez     | Asistencia: 100 espectadores Árbitro(s): Jesús Valenzuela | Asistencia: 100 espectadores Árbitro(s): Jesús Valenzuela |
| Partido retrasado una hora por falta de agentes policiales, se concluyó al minuto 70' por falta de iluminación eléctrica |              |           |                       |                                                           |                                                           |

| 24 de octubre de 2012 | Estudiantes de Mérida                                                            | 4:2 (1:1) (Global 5:2) | S.C. Guaraní                             | Estadio Metropolitano de Mérida, Mérida                 |                                                         |
|                       | Christian Flores 22' · Henry Plazas 71' · Pierre Pluchino 71' · Carlos Núñez 73' | Reporte                | 31' José Sasiain · 46' Antonio Steinbach | Asistencia: 2.787 espectadores Árbitro(s): Yimmy García | Asistencia: 2.787 espectadores Árbitro(s): Yimmy García |

#### Deportivo Anzoátegui-Atlético Venezuela
| 17 de octubre de 2012 | Deportivo Anzoátegui                        | 3:1 (3:0) | Atlético Venezuela | Estadio José Antonio Anzoátegui, Puerto La Cruz      |                                                      |
|                       | Javier Caggiano 4', 6' · Johnny Mirabal 15' | Reporte   | 61' Héctor Pérez   | Asistencia: 612 espectadores Árbitro(s): José Argote | Asistencia: 612 espectadores Árbitro(s): José Argote |

| 25 de octubre de 2012 | Atlético Venezuela | 1:0 (1:0) (Global 2:3) | Deportivo Anzoátegui | Estadio Brígido Iriarte, Caracas                          |                                                           |
|                       | Héctor Pérez 13'   | Reporte                |                      | Asistencia: 1.203 espectadores Árbitro(s): Adrián Cabello | Asistencia: 1.203 espectadores Árbitro(s): Adrián Cabello |

#### Caracas F.C.-Real Esppor
| 17 de octubre de 2012 | Caracas F.C. | 0:1 (0:0) | Real Esppor        | Estadio Olímpico de la UCV, Caracas                     |                                                         |
|                       |              | Reporte   | 81' Anderson Arias | Asistencia: 5.499 espectadores Árbitro(s): Edson Suárez | Asistencia: 5.499 espectadores Árbitro(s): Edson Suárez |

| 24 de octubre de 2012 | Real Esppor                                                                     | 0:1 (0:0) (3:2 p.) | Caracas                                                                      | Estadio Brígido Iriarte, Caracas                         |                                                          |
|                       |                                                                                 | [http://www.federacionvenezolanadefutbol.org/noticias.php?subaction=showfull&id=1351168162&archive=&start_from=&ucat=1& (enlace roto disponible en Internet Archive; véase el historial, la primera versión y la última). (enlace roto disponible en Internet Archive; véase el historial, la primera versión y la última). Reporte] | 64' Fernando Aristigueta 64'                                                 | Asistencia: 3.575 espectadores Árbitro(s): Ángel Arteaga | Asistencia: 3.575 espectadores Árbitro(s): Ángel Arteaga |
|                       |                                                                                 | Tiros desde el punto penal |                                                                              |                                                          |                                                          |
|                       | Luiyi Erazo · Javier Guarino · Luis Morguillo · César González · Anderson Arias | | Edgar Jiménez · Rino Lucas · Jesús Meza · Antonio Da Silva · Franklin Lucena |                                                          |                                                          |

### Semifinal

#### Zamora F.C.-Estudiantes de Mérida
| 31 de octubre de 2012 | Zamora F.C.                         | 2:3 (2:1) | Estudiantes de Mérida                    | Estadio Agustín Tovar, Barinas                         |                                                        |
|                       | Gabriel Torres 7' · Juan Falcón 31' | Reporte   | 16' Yorin Lobo · 63' 90' Pierre Pluchino | Asistencia: 6.900 espectadores Árbitro(s): José Argote | Asistencia: 6.900 espectadores Árbitro(s): José Argote |

| 7 de noviembre de 2012 | Estudiantes de Mérida | 1:0 (0:0) (Global 4:2) | Zamora F.C. | Estadio Metropolitano de Mérida, Mérida                      |                                                              |
|                        | Pierre Pluchino 81'   |                        |             | Asistencia: 13.042 espectadores Árbitro(s): Jesús Valenzuela | Asistencia: 13.042 espectadores Árbitro(s): Jesús Valenzuela |

#### Real Esppor-Deportivo Anzoátegui
| 31 de octubre de 2012 | Real Esppor | 0:0     | Deportivo Anzoátegui | Estadio Brígido Iriarte, Caracas                          |                                                           |
|                       |             | Reporte |                      | Asistencia: 340 espectadores Árbitro(s): Jesús Valenzuela | Asistencia: 340 espectadores Árbitro(s): Jesús Valenzuela |

| 14 de noviembre de 2012 | Deportivo Anzoátegui                                                   | 3:1 (2:1) (Global 3:1) | Real Esppor        | Estadio José Antonio Anzoátegui, Puerto La Cruz           |                                                           |
|                         | José Miguel Reyes 21' · Evelio Hernández 45+2' · Jeremías Caggiano 56' |                        | 17' Javier Guarino | Asistencia: 4.831 espectadores Árbitro(s): José Luis Hoyo | Asistencia: 4.831 espectadores Árbitro(s): José Luis Hoyo |

### Final
| 21 de noviembre de 2012, 19:00 | Deportivo Anzoátegui | 1:1 (0:0) | Estudiantes de Mérida | Estadio José Antonio Anzoátegui, Puerto La Cruz             |                                                             |
|                                | Juan Fuenmayor 52'   |           | 77' Nicolás Márquez   | Asistencia: 22.250 espectadores Árbitro(s): Maron Escalante | Asistencia: 22.250 espectadores Árbitro(s): Maron Escalante |

| 28 de noviembre de 2012, 20:00 | Estudiantes de Mérida | 0:1 (0:1) (Global 1:2) | Deportivo Anzoátegui | Estadio Metropolitano de Mérida, Mérida                      |                                                              |
|                                |                       |                        | 17' Evelio Hernández | Asistencia: 30.258 espectadores Árbitro(s): Jesús Valenzuela | Asistencia: 30.258 espectadores Árbitro(s): Jesús Valenzuela |

| Deportivo Anzoátegui Clasifica a Copa Sudamericana 2013 |